# Cantonul Palinges
Cantonul Palinges este un canton din arondismentul Charolles, departamentul Saône-et-Loire, regiunea Burgundia, Franța.

## Comune
| Comune                        | Populație (1999) | Cod poștal | Cod INSEE |
| ----------------------------- | ---------------- | ---------- | --------- |
| Grandvaux                     | 68               | 71430      | 71224     |
| Martigny-le-Comte             | 463              | 71220      | 71285     |
| Oudry                         | 355              | 71420      | 71334     |
| Palinges                      | 1 494            | 71430      | 71340     |
| Saint-Aubin-en-Charollais     | 384              | 71430      | 71388     |
| Saint-Bonnet-de-Vieille-Vigne | 198              | 71430      | 71395     |
| Saint-Vincent-Bragny          | 853              | 71430      | 71490     |